# تسکی (شهرستان قدم‌جای)
تسکی (به لاتین: Teskey) یک منطقهٔ مسکونی در قرقیزستان است که در شهرستان قدم‌جای واقع شده‌است. تسکی ۱۶۸ نفر جمعیت دارد.